# П'ять центів (Австралія)
П'ять центів Австралії — монети Австралії номіналом п'ять центів, що в обігу з 14 лютого 1966 року. Після виведення одно- та двоцентових монет, у 1992 році став найнижчим номіналом у країні.

## Історія
Після переходу Австралії на десяткову платіжну систему, у 1966 році викарбувані перші монети номіналом у п'ять центів Королівським монетним двором (Лондон, Англія) тиражем 30 млн (це єдиний рік виготовлення монет тодішньою лондонською філією), Королівським австралійським монетним двором — 45,4 млн. З 1967 року викарбовувався Королівським австралійським монетним двором, крім 1981, коли монети виготовлялись ще й Королівським канадським монетний двір та Королівським монетним двором (Лантрисант, Уельс). У 1985 та 1986 роках карбування монет не відбувалося. На честь 50-річчя з дня введення десяткової платіжної системи в Австралії, у 2016 році виготовлені пам'ятні п'ять центів.
Найменше монети карбувалися у 1972 році (8,6 млн), а найбільше — у 2006 році (306,5 млн).
Монети випускалася з мідно-нікелевого металу (75 % мідь, 25 % нікель).
П'ять центів випускалися в наборах монетних дворів 1986, 1991, 2006, 2010 та 2016 роках.

## Опис
Аверс
Зображений портрет королеви Єлизавета II у профілі. Дизайнером монет з 1966 по 1984 рік був Арнольд Мачин, з 1985 по 1998 — Рафаель Маклауф, з 1999 — Ян Ранк-Броадлей. Збоку, зліва на право, маркування «ELIZABETH II AUSTRALIA» та рік випуску.
Реверс
У центрі зображена єхидна австралійська. Унизу в центрі напис «5», а під ним «SD». Дизайнер — Стюарт Девлін.
Кожен монетний двір з 1966 по 1984 рік випускав монети з дещо видозміненим шипом єхидни на лівому плечі на реверсі (Королівський австралійський монетний двір — маленький та притуплений, лондонська філія — довгий та гострий).